# 95 (číslo)
Devadesát pět je přirozené číslo. Následuje po číslu devadesát čtyři a předchází číslu devadesát šest. Řadová číslovka je devadesátý pátý nebo pětadevadesátý. Římskými číslicemi se zapisuje XCV.

## Matematika
Devadesát pět je
- bezčtvercové celé číslo
- deficientní číslo.
- nepříznivé číslo.
- v desítkové soustavě nešťastné číslo.

## Chemie
- 95 je atomové číslo americia, neutronové číslo čtvrtého nejběžnějšího izotopu dysprosia a nukleonové číslo třetího nejméně běžného izotopu molybdenu.[1]

## Ostatní
- +95 je mezinárodní telefonní předvolba Myanmaru

## Roky
- 95
- 95 př. n. l.